# レーラ・アウエルバッハ
レーラ・アウエルバッハ（Lera Auerbach, 1973年10月21日 - ）は、ロシアの作曲家、ピアニスト、作家。ユダヤ系ロシア人（アシュケナジム）。ロシア語名（Лера Авербах）に従うと「レーラ・アーヴェルバッハ」のようになるが、日本ではドイツ語風の読みが定着している。

## 経歴
ウラル山脈とシベリアの境目の都市チェリャビンスク出身。19世紀から20世紀までのロシアのコンポーザー＝ピアニストの伝統に連なる作曲家であり、プロコフィエフやショスタコーヴィチ、シュニトケ、グバイドゥーリナ、カンチェリと同じく、ハンス・シコルスキ社と出版契約を結んでいる。また、これまでにロシア語による詩集が6巻出版されている。
2002年5月に、ギドン・クレーメルとクレメラータ・バルティカのために作曲した《ヴァイオリンとピアノ、管弦楽のための組曲》の自演でカーネギー・ホールにデビュー。それ以後、同ホールで定期的に演奏活動を続けている。デンマーク王立バレエ団の委嘱により、アンデルセン生誕200周年を記念してバレエ音楽《人魚姫》を作曲、2005年4月の初演は成功裡に終わった。また同年シュレースヴィヒ＝ホルシュタイン音楽祭において、ヒンデミット賞を授与された。
様々な演奏家やアンサンブル、バレエ団から作品を委嘱され、また彼女の作品は世界各地で幅広く上演されている。ソリストとしては、ボリショイ劇場やモスクワ音楽院、東京オペラ・シティ、ミュンヘンのヘラクレスザール、ジョン・F・ケネディ・センター、オスロ・コンサートホール、シカゴのシンフォニー・ホールに出演している。日本では2004年にキングレコードと契約し、CD『トルストイのワルツ』をリリースし（現在はBIS社によって世界的に販売されている）、テレビ朝日「報道ステーション」に出演して、文豪トルストイのワルツを披露した。